# История отношения христианства к гомосексуальности
В истории христианства гомосексуальность (гомосексуализм) традиционно рассматривалась как одно из проявлений греховной человеческой природы, не совместимое с христианским вероучением и образом жизни. Пересмотр традиционных взглядов на гомосексуальное поведение имел место в некоторых протестантских конфессиях в XXI веке.

## Раннее христианство

### Влияние иудаизма
Ранние христианские представления о сексуальности, начиная с апостольских времен, были сформированы на основе ортодоксальных иудейских предписаний и характеризовались антагонистическим отношением к гомосексуальному половому акту, рассматривая его совокупно с гетеросексуальными прелюбодеяниями как грех.
Иудейская литература периода Второго Храма единодушно выступает против практики гомосексуальных отношений. Эти же взгляды выражают и книги еврейских авторов, например Иосифа Флавия и Филона Александрийского. Историк античности и современник апостолов, автор книг по истории еврейского народа Иосиф Флавий, говорит об осуждении мужеложества и ставит это деяние в один ряд с общением с женщиной во время менструации и со скотоложеством:
Моисей также запретил общение с женщиною менструирующею, скотоложство и мужеложство, указав на весь позор таких преступлений.
Формирование христианского вероучения происходило в обстановке сильного влияния иудаизма, и в то время христианство воспринималось как одно из ответвлений (секта) в иудаизме. Нравственные и ритуальные нормы иудаизма регламентировались Законом Моисея. Христианство и иудаизм имеют общие первоисточники (Ветхий Завет, он же Танах), и между ними много общего в вопросах представлений о нравственности и о сексуальных нормах, включая отношение к гомосексуальному поведению. Преемственность моральных норм Ветхого Завета в христианстве связана с принятием нравственных заповедей Ветхого Завета в их христианском понимании (в контексте учения Иисуса Христа и апостолов). Эта преемственность прослеживается при сравнении трудов историков и богословов первых веков нашей эры и, в частности, трудов Отцов Церкви.

### Новый Завет и апостольское христианство
Нравственные нормы христианства в области сексуальных отношений основаны на текстах Ветхого и Нового Заветов. Нагорная проповедь рассматривается как сконцентрированный взгляд на мораль, связывающий заповеди и учение Нового Завета с заповедями Ветхого Завета.
В Нагорной проповеди Иисус использовал классические ценности иудаизма, излагая при этом, с точки зрения христианских богословов, даже более строгие нравственные нормы, чем требования ветхозаветнего иудаизма и иудаизма времён Иисуса.
Принимая моральные сексуальные нормы ветхозаветнего иудаизма как более подробное изложение принципов сексуальной нравственности Десятисловия (заповедь «не прелюбодействуй»), христианство в то же время делает главный акцент на требованиях прежде всего внутренней нравственной чистоты (мысли и желания человека).
В 1-м послании апостола Павла к Коринфянам, написанном между 54 и 57 годами, «мужеложники» перечислены в числе грешников, которые «Царства Божия не наследуют» (1Кор.6:9-10). В 1-м послании к Тимофею, датируемом 62-65 годом, они перечислены в ряду «всего, что противно здравому учению» (1Тим.1:10).

### Апокрифы и гностики
Описания ада в некоторых апокрифических произведениях (Откровение Петра, Вера-Премудрость) содержит сведения о наказаниях мужчин и женщин за их гомосексуальное поведение:
…и они не получали передышки в этом мучении. То были те, которые осквернили свои тела, обращаясь, как женщины, а женщины среди них были те, которые лежали одна с другой, как муж с женой.
Христианские ересиографы приписывали практику однополой любви некоторым неортодоксальным течениям в христианстве:
- Гностик Карпократ утверждал, что «если человек в течение одной жизни не свершит не только все то, что запрещено произносить и совершать, но и то, о чём он не может даже помыслить или поверить, что кто-то в нашем государстве в силах совершить такое, не пройдет через все жизненные удовольствия и ничего не оставит неиспробованным, только в этом случае, покидая тело, он освободится и ничего не оставит позади»[16].
- Похожее сообщали о секте каинитов, по чьему мнению «с каждым греховным и непотребным делом связан некий ангел, который слышит их слова и поощряет к совершению наглого и нечистого акта»[17].
- О секте гностиков-борборитов сообщается, что «так называемые у них левиты не имеют общения с женами, но сквернятся друг с другом, и они-то у гностиков пользуются предпочтением и восхваляются»[18].

### Патристика доникейского периода
Помимо библейских текстов, в православии и католичестве в качестве существенного для верующих этих церквей довода приводятся высказывания Отцов Церкви, святых и (у католиков) Учителей Церкви, вера которых относится к области Священного Предания. В протестантизме эта раннехристианская литература рассматривается как историческое свидетельство о взглядах христиан того времени. Многие Отцы, Учители Церкви и святые высказывались по вопросу гомосексуальных отношений в крайне резкой осуждающей форме, ссылаясь на Священное Писание.
Вопросы гомосексуального поведения рассматривались в некоторых произведениях доникейского периода, наиболее ранние из них:
- Дидахе (2:2);
- Послание Варнавы (19:4) — ранний апокриф, хотя авторство часто приписывают апостолу Варнаве, настоящим автором считают так называемого Псевдо-Варнаву;
- Первая и вторая апологии Иустина Философа (1:27, 2:12).

В Дидахе упоминается запрет на «παιδοφθορησεις», что переводится как «педерастия» или «развращение детей» (Дидахе 2:2). Этот же запрет («παιδοφθορησεις») упоминается и в Послании Варнавы, обычно переводится как «содомия» или «деторастление». В середине II века осуждение половых сношений с мальчиками появляется в 1-й «Апологии» Иустина Философа (Апология 1:27).
Упоминания осуждения гомосексуального поведения встречаются также в трудах Климента Александрийского, Тертуллиана, Оригена, которые жили позже, в конце II века и начале III века.
Произведения Климента Александрийского содержат многочисленные упоминания практики гомосексуальных отношений между язычниками с осуждением её на основании библейского учения. Говоря о развратности богов греческого пантеона, он перечисляет многочисленные случаи гомосексуальных связей между богами и героями Древней Греции и использует произведения греческих авторов, чтобы показать безнравственность язычества. Говоря об отношении языческих философов к браку, Климент Александрийский пишет: «…все эти философы <…> были рабами плотских удовольствий. Многие из них жили с наложницами… большинство же их осквернили себя любовью к мальчикам». Климент даёт подробное обоснование того, что «уже сама природа воспротивилась соитию мужчины с мужчиной. Недозволительно человеку соитие, совершаемое без цели зачатия, ни неестественное при этом положение, ни с субъектами связи, несоединимое в себе соединяющими». Здесь соединяются аргументы античные (ссылка на природу) и библейские (ссылка на божественный закон). Осуждению подвергалась мода, когда мужчины брились и выщипывали волосы на теле.

## Эпоха Вселенских соборов

### Патристика
В патристике эпохи Вселенских соборов продолжает звучать осуждение и запрет гомосексуального поведения. Иоанн Златоуст в толкованиях Послания апостола Павла к римлянам писал, что «мужеложники хуже убийц», потому что «убийца отторгает душу от тела, а этот губит и душу вместе с телом», и что «смешение с блудницами хотя беззаконно, но естественно, а мужеложство и противозаконно, и противоестественно».
Осуждали гомосексуальные отношения и Василий Великий, Григорий Нисский, блаженный Августин, Иоанн IV Постник и многие другие. Согласно Каноническим правилам Православной Церкви, вовлечённые в гомосексуальные связи лица не имеют права состоять в церковном клире (Василия Великого пр. 7, Григория Нисского пр. 4, Иоанна Постника пр. 30).

### Государственная политика
Исходя из категоричного осуждения гомосексуальных отношений церковью, в христианских государствах принимались законы, карающие эти отношения. В 342 году христианские императоры Констанций II и Констант объявили наказание смертью для мужчин, вступающих в однополые отношения. В 390 году христианские императоры Валентиниан II, Феодосий I Великий и Грациан осудили мужчин, «играющих роль женщин», приговаривая виновных в этом к публичному сожжению. Христианский император Юстиниан I обвинил совершающих гомосексуальные акты в том, что их поведение является причиной таких явлений как голод, землетрясения и мор от болезней. Указав на библейский рассказ об уничтожении городов Содома и Гоморры, он предписывает карать за гомосексуальные акты смертной казнью (законы 538 и 544 годов). Известно также, что по указу Юстиниана мужеложников кастрировали и водили по городу на всеобщее обозрение.
Исследователи усматривают связь между логикой законов Юстиниана и последующими законами, нередко предписывающими смертную казнь за гомосексуальные акты в христианских государствах. Дальнейшая многовековая история полна осуждений за гомосексуальные отношения как инквизицией, так и государственными «законами против содомии», хотя число приговорённых к наказаниям за гомосексуальные отношения было незначительным в сравнении с числом казнённых по обвинениям в ереси и колдовстве.

## Средние века
В период с VI по XIV век богословы часто считали содомию или самым тяжким сексуальным грехом, или одним из тягчайших грехов такого рода. В документах раннего Средневековья понятие содомии чаще всего не уточнялось, но, по мнению некоторых авторов, в XIV веке понятие содомия употреблялось главным образом для обозначения гомосексуальных актов между мужчинами. Альберт Великий чётко отделил содомию от мастурбации, прелюбодеяния (нарушения супружеской верности), внебрачных связей и развращённости; утверждал, что содомия бросает вызов «красоте, разуму и природе», и настаивал, что содомия — худший из грехов.
Учитель и святой Католической Церкви Фома Аквинский утверждал, что гомосексуальные акты противоречат естественному праву (тому моральному закону, который, согласно Фоме, дан Богом всем людям вне зависимости от их веры и религии). Представления Фомы Аквинского прочно вошли в официальное учение Католической Церкви. На протяжении веков традиционное нравственное богословие описывает особую порочность однополых сексуальных отношений, нередко упоминая гомосексуальные акты в одном ряду с кровосмешением и скотоложеством.
В Средние века церковь учила, что грех содомии может навлечь кару Господню на страну или город, подобно тому, как за свои грехи были наказаны Содом и Гоморра. Поэтому писатели-богословы и создатели гражданского права в то время старались проявлять особую осторожность, обвиняя кого-либо в подобном грехе, из опасения, что кара свыше обрушится и на их собственную страну. Кораблекрушение, в котором в 1120 г. погиб Уильям, сын и наследник короля Генриха I, историк Генрих Хантингдонский рассматривал как последствие греха содомии, в котором были повинны почти все на борту.
Во время Крестовых походов гомосексуальность как явление в Европе часто отождествляли с исламом, учитывая продажи мальчиков из европейских стран в гаремы мусульманских правителей. Также в гомосексуальности обвинялись катары. Эти обвинения связывали с тем, что их bonhommes («совершенные») во время своих проповеднических миссий странствовали парами (будучи мужчинами).
В позднем Средневековье борьба церкви и государства с содомией приобрели более организованный характер, особенно в XII—XIII веках, после учреждения инквизиции и ужесточения законодательства против гомосексуальных отношений. К концу XIII века обвинения в гомосексуальных действиях стали обычными в расследованиях инквизиции.
Пётр Дамиани в XI веке издал свою известную «Книгу Гоморры» («Liber Gomorrhianus»), осуждающую гомосексуальность и посвящённую борьбе с содомией и педерастией в церкви. В своей книге он писал, что если церковь не вмешается так скоро, как только возможно, то «нет сомнений, что это разнузданное шествие порока уже не удастся остановить». В ответном письме папа написал, что необходимо лишать священнического сана всех клириков, которые долгое время (или недолго, но со многими) «оскверняли себя какой-либо из двух мерзостей, тобою описанных, или же — о чём ужасно и слышать, и говорить — опускались до анального соития».
В 1120 г. на Наблусском соборе в Иерусалимском королевстве были приняты законы против содомии, за которую приговаривали к сожжению или изгнанию из королевства. Грех содомии считался особенно тяжким, и четверо из 25 каноников местного церковного совета занимались в суде исключительно этим вопросом. Некоторые авторы принятие этих законов связывали с пограничным положением Иерусалимского королевства, где всегда существовала вероятность нападения мусульман, а любое несчастье люди легко могли посчитать наказанием Бога за плотские грехи. Падение королевства крестоносцев в 1291 г. объясняли в том числе и распространением содомии в ордене тамплиеров. Обвинения в гомосексуальности были в числе основных при суде над тамплиерами во Франции в начале XIV века.
Третий Латеранский собор 1179 года был первым вселенским (в католицизме) церковным собором, установившим точное наказание за содомию. Монахи должны были быть наказаны изгнанием из своих орденов или заключением в монастыре. А миряне должны были быть изолированы и лишены общения с верующими.
В первой половине XVI века смертная казнь за содомию была законодательно зафиксирована в английском Законе о содомии 1533 года (принятом после разрыва с римской католической церковью в результате необходимости передать в ведение светских судов правонарушения, прежде рассматривавшиеся в религиозном аспекте) и в уголовно-судебном уложении Священной Римской империи «Каролина».

## Новое время
В XVI и XVII веках гомосексуальное поведение осуждалось церковью и преследовалось властями европейских государств.
Так, преподобный Максим Грек писал:

 «Познайте себя, окаянные, какому скверному наслаждению вы предались!.. Постарайтесь скорее отстать от этого сквернейшего вашего и смраднейшего наслаждения, возненавидеть его, а кто утверждает, что оно невинно, того предайте вечной анафеме, как противника Евангелия Христа Спасителя и развращающего учение оного. Очистите себя искренним покаянием, тёплыми слезами и посильною милостынею и чистою молитвою… Возненавидьте от всей души вашей это нечестие, чтобы не быть вам сынами проклятия и вечной пагубы».
В Новое время во многих странах (в том числе в Российской Империи) «мужеложство», «непристойное поведение» квалифицировались как уголовное преступление. В Священной Римской империи принятое Карлом V Уголовно-судебное уложение в 1532 году закрепила практику наказания «содомитов», уличённых в «разврате против природы» путём предания их смерти через сожжение. В Англии в 1533 году был принят Закон о содомии, предусматривающий наказание в виде смертной казни за содомию, включая однополые сексуальные контакты, анальный секс и зоофилию. В Российской Империи Петр I ввёл уголовное наказание за мужеложство, следуя примеру западноевропейских государств.
Наказания за гомосексуальные акты в европейских государствах стали смягчаться или отменяться лишь начиная с эпохи Просвещения, что хронологически совпадает с распространением скептичного отношения к авторитету и власти церкви. Одним из первых в истории государств, отменивших наказание за однополый секс, если он не был насильственным и не совершался публично, стала Франция времён Французской революции. В 1791 году под влиянием недавно объявленной Декларации прав человека и гражданина 1789 года она приняла новый уголовный закон, где в числе других изменений добровольные однополые сексуальные акты уже не рассматривались в качестве преступления.

## Новейшая история
На рубеже XX и XXI веков произошли изменения в отношении к гомосексуальному поведению в некоторых церквях.
Консервативных, основанных на библейском вероучении взглядов продолжают придерживаться Римско-католическая церковь (1,2 млрд), Православная церковь (200—250 млн.), Древневосточные церкви (70 млн), церкви евангельских христиан (евангеликализм), представляющих большинство баптистов, пятидесятников и близких им по вероучению конфессий, а также христианские объединения, стоящие на позициях фундаментализма, пятидесятнические Ассамблеи Бога (67,5 млн), Южная баптистская конвенция (16,3 млн), Адвентисты седьмого дня (25 млн), Объединённая методистская церковь (США). В странах Африки и Латинской Америки основные протестантские конфессии также придерживаются консервативных взглядов, крупнейшие из них — Бразильские Ассамблеи Бога (21,5 млн), Англиканская церковь Нигерии (18 млн), Церковь Уганды (11 млн). Аналогичную позицию занимают Свидетели Иеговы, Церковь Иисуса Христа святых последних дней (мормоны).
В некоторых протестантских конфессиях стран Западной Европы и Северной Америки отношение к гомосексуальному поведению было пересмотрено и оно уже не считается греховным представителями этих конфессий. В их числе в Западной Европе англиканская Церковь Англии (25 млн), объединённая Евангелическая Церковь Германии (23,7 млн), лютеранские церкви: Церковь Швеции (6,4 млн), Церковь Датского Народа (4,1 млн), Евангелическо-лютеранская церковь Финляндии (4,1 млн), Церковь Норвегии (3,9 млн).
В США и Канаде пересмотрели взгляды англиканские Епископальная церковь (2,0 млн) и Англиканская церковь Канады (1—2 млн), Объединённая церковь Канады (2,5 млн), а также Объединённая Церковь Христа (1—2 млн) и другие более малочисленные протестантские конфессии, принадлежащие к так называемому мейнстримному протестантизму США. Новоапостольская церковь в настоящее время не считает гомосексуальное поведение однозначно греховным.
В 2003 году Епископальная церковь США посвятила в сан епископа открытого гомосексуала Джина Робинсона, не принявшего обет целибата. Это событие стало предметом споров среди англикан и острой критики со стороны консервативной части Англиканского Сообщества. В ноябре 2009 года в сан епископа Стокгольма (Церковь Швеции) возвели открытую лесбиянку, 55-летнюю Еву Брунне, ставшую первой в мире епископом-лесбиянкой. В мае 2011 года Пресвитерианская церковь США после 30-летней дискуссии приняла решение рукополагать и допускать к пасторскому служению открытых гомосексуалов.
Церковь Шотландии с 2006 года разрешает церемонию заключения однополого союза. Её примеру в 2007 году последовали Церковь Швеции (также начавшая ординировать геев и лесбиянок) и Евангелическая церковь Германии.